# Rainer Maria Rilke
René Karl Wilhelm Johann Josef Maria Rilke (Praga, Bohemia, Imperio Austrohúngaro, 4 de diciembre de 1875 - Raroña, Valais, Suiza, 29 de diciembre de 1926), conocido como Rainer Maria Rilke ([ˈʁaɪnɐ maˈʁiːa ˈʁɪlkə] también Rainer Maria von Rilke), fue un poeta y novelista austríaco considerado uno de los poetas más importantes en alemán y de la literatura universal. Su obra es vista por críticos y académicos como llena de matices de misticismo, explorando temas de experiencia subjetiva e incredulidad. Sus escritos incluyen una novela, varias colecciones de poesía y varios volúmenes de correspondencia, siendo sus obras fundamentales las Elegías de Duino (Duineser Elegien) y los Sonetos a Orfeo (Die Sonette an Orpheus). En prosa se destacan las Cartas a un joven poeta (Briefe an einen jungen Dichter) y la novela semiautobiográfica Los cuadernos de Malte Laurids Brigge (Die Aufzeichnungen des Malte Laurids Brigge). Si bien es más conocido por sus contribuciones a la literatura alemana, también escribió en francés..
Rilke viajó extensamente por toda Europa, estableciéndose finalmente en Suiza, que proporcionó la inspiración para muchos de sus poemas. A finales del siglo XX, su obra encontró nuevos lectores en citas en libros de desarrollo personal así como citas frecuentes en programas de televisión, libros y películas.

## Biografía

### 1875-1896
René Karl Wilhelm Johann Josef Maria Rilke nació en Praga, capital del reino de Bohemia (para entonces parte del Imperio austrohúngaro, actualmente capital de la República Checa), en la calle entonces llamada en alemán Heinrichsgasse, 19 (la casa ha desaparecido), el 4 de diciembre de 1875. Su infancia y adolescencia, que transcurrieron en Praga, no fueron muy felices. Su padre, Josef Rilke (1838-1906), tras una carrera militar mediocre a causa de sus problemas de salud, trabajaba como oficial ferroviario. Su madre, Sophie (Phia) Entz (1851-1931), procedía de una familia de industriales de Praga (de origen judío, pero convertida al cristianismo para escapar del antisemitismo) y sentía que se había casado por debajo de sus posibilidades. El matrimonio se deshizo en 1884, ya que Sophie abandonó Praga para instalarse en la corte de Viena, tratando de hacer valer sus pretensiones nobiliarias. 
La relación entre la madre y su único hijo fue problemática. Sophie no había podido superar la temprana muerte de su primogénita. Durante los primeros años de vida de Rilke, Phia actuó como si buscara recuperar a su hija perdida tratando a  René (en francés, 'Renacido') como si fuera una niña. Según Rilke, tenía que llevar «ropa fina» y «era un juguete [para su madre], como una muñeca grande». Sophie Entz sobrevivió cinco años a su hijo.
La educación de Rilke fue mal planificada y fragmentaria. Se había decidido que se convirtiera en oficial para asegurarle la posición social que le había sido negada a su padre. Por ello, después de algunos años en una escuela bastante selecta dirigida por los hermanos religiosos escolapios de Praga, obligado por su padre, se inscribió en la escuela militar de instrucción básica  de Sankt Pölten (Austria) y cuatro años más tarde ingresó en la escuela militar de instrucción superior de Mährisch-Weisskirchen (Bohemia). Estas dos escuelas eran completamente contrarias a las necesidades de este muchacho sumamente sensible, y finalmente se vio obligado a abandonar la escuela prematuramente debido a su mala salud. Más tarde, él mismo definiría estos años como una época de despiadada aflicción, una «abecedario de horrores». Luego se transladó a la escuela de comercio de Linz. Durante este tiempo vivió en casa de Hans Drouot (editor y propietario de la imprenta y editorial Jos. Feichtingers Erben).
Expulsado en mayo de 1892, con la ayuda energética de su tío paterno el joven de 16 años regresó a Praga, donde durante tres años, recibió clases particulares para el examen de ingreso a la Universidad, que superó con éxito en 1895. Antes de entrar a la Universidad Carolina de Praga, Rilke había publicado ya su primer libro de poemas, Vida y canciones (Leben und Lieder; 1894), muy influido por la poesía de Heinrich Heine, y no tenía duda alguna de que buscaría una carrera literaria. En 1895 y 1896 estudió allí literatura alemana, historia del arte y filosofía, además de un semestre de Derecho, probablemente para apaciguar a su familia. Sin embargo, no logró dedicarse realmente a sus estudios, de manera que en 1896 abandonó la unviersidad y se fue a Múnich, una ciudad cuyo ambiente artístico y cosmopolita tenía un fuerte atractivo. Durante estos años dio a la imprenta otras obras: Ofrenda a los lares (Larenopfer), en 1895; y Coronado de sueños (Traumgekrönt), en 1896.
En estos años también formó parte de la Association for Women's Interests, el primer grupo local de derechos para las mujeres de Múnich, cofundado por Anita Augspurg, Sophia Goudstikker e Ika Freudenberg.

### 1897-1902
En Múnich, en 1897, Rilke conoció a Lou Andreas-Salomé (1861-1937), una mujer de letras muy viajera e intelectual, casada y catorce años mayor que él, con la que sostuvo un apasionado idilio que duraría hasta 1899. Salomé era de San Petersburgo, hija de un general ruso y de madre alemana y danesa. En su juventud había sido cortejada por el filósofo Friedrich Nietzsche (al que rechazó), y diez años antes de su encuentro con Rilke se había casado con un profesor alemán, Friedrich Carl Andreas. El romance de Rilke con Salomé fue un punto de inflexión en su vida. Más que una simple pareja romántica, ella fue una madre sustituta, y, sobre todo, quien  le presentó Rusia. 
En Múnich, Rilke cambió su nombre de pila de René a Rainer, tal vez para manifestar su desagrado con la familiao tal vez por pedido de Salomé,  quien pensaba que ese nombre era más masculino, enérgico y germánico. A fines de 1897, Rilke la siguió a Berlín para hacer parte de la vida de la mujer tanto como fuera posible. Su relación con esta mujer casada, con la que emprendió dos largos viajes a Rusia, duró hasta 1900. Incluso después de su separación, Salomé siguió siendo la principal confidente de Rilke hasta la muerte del poeta en 1926. A través de ella, que fue alumna de Sigmund Freud en 1912 y 1913, Rilke llegó a conocer el psicoanálisis.
En 1898 Rilke emprendió un viaje de varias semanas por Italia. En 1899 viajó con Lou y su marido a Rusia, y en Moscú conoció a León Tolstói. Entre mayo y agosto de 1900 realizó un segundo viaje a Rusia, acompañado por solo por Lou, en el que visitó Moscú y San Petersburgo, donde se reunió con la familia de Borís Pasternak y con el poeta ruso Spiridon Drozhzhin. La escritora Anna A. Tavis cita las culturas de Bohemia y Rusia como las influencias clave en la poesía y la conciencia de Rilke. Rusia evocó en Rilke una respuesta poética que, según él mismo afirmó más tarde, marcó el verdadero comienzo de su obra seria: un largo ciclo de poemas en tres partes escrito entre 1899 y 1903, Das Stunden-Buch (1905; El libro de horas).
En el otoño de 1900, poco después de su segundo viaje a Rusia, Rilke fijó su residencia en la colonia de artistas de Worpswede, cerca de Bremen, donde esperaba establecerse entre artistas afines que experimentaban con el desarrollo de un nuevo estilo de vida. Allí conoció a la pintora Paula Modersohn-Becker, autora de un conocido retrato del poeta, y a la joven escultora de Bremen Clara Westhoff (1878-1954), que había estudiado con Auguste Rodin (1840-1917), con la que contrajo matrimonio en la primavera siguiente. La pareja se instaló en una casa de campo en la cercana Westerwede. Allí, Rilke trabajó en la segunda parte de Das Stunden-Buch y también escribió un libro sobre la colonia de Worpswede (publicado en 1903). Su hija Ruth (1901-1972) nació en diciembre de 1901. Sin embargo, pocos meses después, en el verano de 1902, ambos decidieron separarse amistosamente para poder seguir sus carreras por separado, y Rilke se trasladó a París con la intención de escribir un ensayo sobre el escultor Auguste Rodin. Aunque mantuvo hasta el resto de su vida su relación con Clara Westhoff, Rilke no supo adaptarse a vivir en un hogar de clase media.

### 1902-1910
Al comienzo de su estancia en París, Rilke experimentó serias dificultades, a las que se refiere en su obra semiautobiográfica Los cuadernos de Malte Laurids Brigge. No obstante, el encuentro con artistas e intelectuales parisinos, particularmente los modernistas, le resultó muy estimulante. Entre los modelos literarios franceses, el poeta Charles Baudelaire fue el que más impresionó a Rilke. Quedó entusiasmado con la escultura de Auguste Rodin y la pintura de Paul Cézanne (1839-1906). Entre 1905 y 1906 fue secretario de Rodin, además de dar clases y escribir un largo ensayo sobre Rodin y su obra. Rodin le enseñó el valor de la observación objetiva y le enseñó su ética artística personal de trabajo incansable, que contrastaba marcadamente con la idea tradicional de inspiración artística. El método de Rodin era de dedicación al detalle y al matiz y de búsqueda inquebrantable de la «forma» en el sentido de concentración y objetivación. Rodin también le dio a Rilke una nueva perspectiva de los tesoros del Louvre, la catedral de Chartres y las formas y figuras de París. Bajo esta influencia, Rilke transformó de manera dramática su estilo poético desde el lenguaje subjetivo y a veces a la manera de encantamientos de su obra temprana hasta algo bastante novedoso en la literatura europea. El resultado fueron los Neue Gedichte (Nuevos poemas) (1907), famosos por las Ding-Gedicht («cosa-poemas» u «objeto-poemas»), que intentan capturar la esencia plástica de un objeto físico, expresando la rejuvenecida visión poética de Rilke.  Algunos de sus poemas más exitosos son traducciones verbales imaginativas de ciertas obras de artes visuales. Otros poemas tratan paisajes, retratos y temas bíblicos y mitológicos tal como los representaría un pintor. 
En esta época conoció también al pintor español Ignacio Zuloaga. En los años siguientes, París terminó convirtiéndose en la residencia principal del escritor, que seguiría realizando continuos viajes por Italia, Dinamarca, Suecia, Países Bajos, Bélgica y Francia, así como por varias ciudades de Alemania y el Imperio austrohúngaro, hospedándose siempre en casas de amigos.
Las obras más importantes del período parisino fueron Neue Gedichte (Nuevos poemas) (1907), Der neuen Gedichte anderer Teil (Segunda parte de los Nuevos poemas) (1908), Réquiem (1909) y la novela Los cuadernos de Malte Laurids Brigge, comenzada en 1904 y completada en enero de 1910. Esta última obra consiste en una serie de confesiones espirituales supuestamente escritas por un danés exiliado en París, y tiene un importante componente autobiográfico.

### 1910-1919

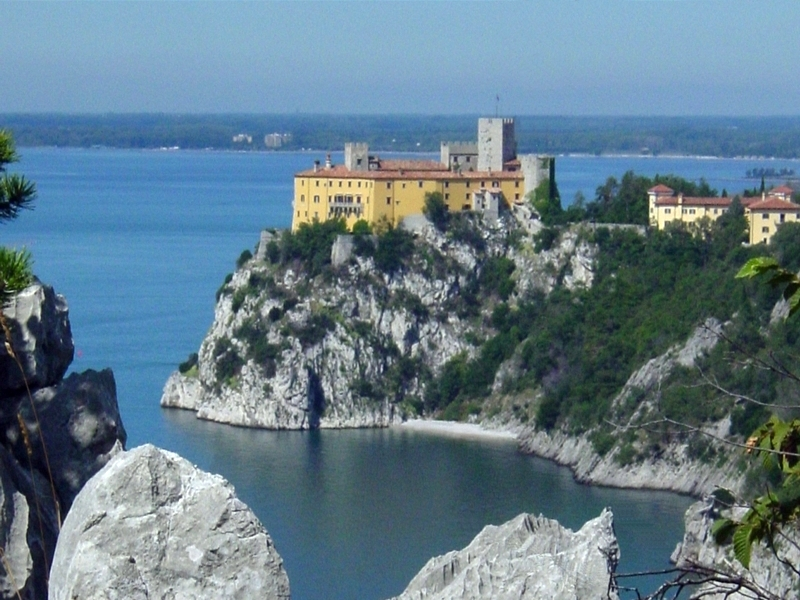
Castillo de Duino.

Tras la publicación de Los cuadernos de Malte Laurids Brigge (1910), Rilke empezó a sufrir un bloqueo a la hora de escribir y una depresión tan severa que lo llevó a acariciar la idea de dejar de hacerlo del todo. Aparte de un breve ciclo poético, Das Marienleben (1913; La vida de la Virgen María), no publicó nada durante 13 años, y la prolongada crisis creativa no cesó del todo hasta febrero de 1922, año en que completó las Elegías de Duino, que había comenzado en 1912. 
Este libro de poemas debe su nombre a la estancia de Rilke en el castillo de Duino (cerca de Trieste), propiedad de su amiga y protectora la princesa Marie de Thurn y Taxis, entre octubre de 1911 y mayo de 1912. Para afrontar esta crisis, emprendió la traducción de los sonetos de Louise Labé, y continuó trabajando con lentitud en su obra poética.
En septiembre de 1912, estando en Venecia, escribe por carta «quiero ser toledano», y dos meses más tarde viaja a España. Visitó varias ciudades (Toledo, Córdoba, Sevilla). Residió durante más de dos meses en la ciudad malagueña de Ronda, trabajando en la Sexta de las Elegías de Duino. Mantuvo allí una habitación permanente en el Hotel Reina Victoria entre diciembre de 1912 y febrero de 1913. Admirador del Greco y amante de la ciudad del Tajo, escribió: «Ciudad donde convergen las miradas de los vivos, de los muertos y de los ángeles... No hay nada como Toledo—si uno se abandona a su influjo—que dé una imagen tan elevada de los suprasensible; las cosas tienen allí una intensidad que no es común, y que no es visible a diario: es la intensidad de una aparición...». Toledo es para el poeta «la patria natural de los ángeles».
El estallido de la Primera Guerra Mundial sorprendió a Rilke en Alemania. No pudo regresar a París, donde sus propiedades fueron confiscadas y subastadas por ser súbdito de un país enemigo. Pasó la mayor parte de la guerra en Múnich, donde decidió mantenerse. Entre 1914 y 1916 mantuvo un turbulento romance con la pintora Lou Albert-Lasard.
A comienzos de 1916, Rilke fue llamado a filas, y se vio obligado a incorporarse al ejército austrohúngaro en Viena. Amigos influyentes intercedieron por él y el 9 de junio de ese mismo año fue dispensado del servicio militar. Regresó a Múnich, donde permaneció hasta el final de la contienda, con una breve estancia en Bieren (Westfalia), en casa de Hertha König. La traumática experiencia del servicio militar, que le recordó sus años de formación en la Escuela militar de Sankt Pölten, estuvo a punto de acabar con su carrera como poeta. Además, el clima social de estos años era perjudicial para su modo de vida y para su poesía, y cuando la guerra llegó a su fin se sentía casi completamente paralizado. Tuvo apenas una sola fase relativamente productiva, el otoño de 1915, cuando además de una serie de poemas nuevos escribió Die Fünf Gesänge, conocido como la «Cuarta elegía de Duino».

### 1919-1926

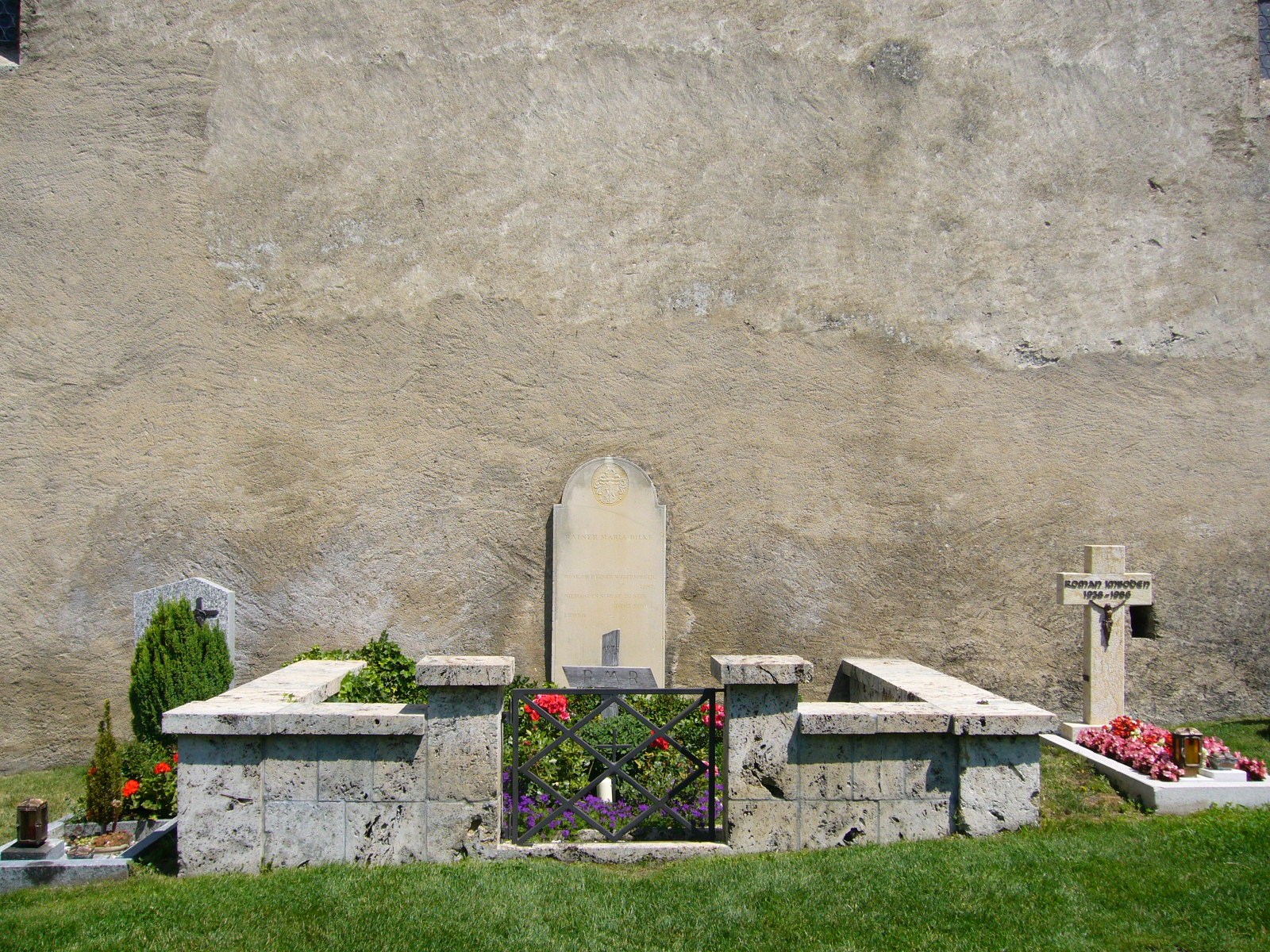
Tumba de Rilke en el cementerio de Raron, Suiza.

El 11 de junio de 1919 Rilke viajó desde Múnich a Suiza. El motivo aparente del viaje fue una invitación para realizar una conferencia en Zúrich, pero la verdadera razón era el deseo de escapar al caos de la posguerra y continuar su trabajo con las Elegías de Duino. Le resultó difícil encontrar un lugar adecuado donde instalarse, y residió sucesivamente en varias localidades suizas, como Soglio, Locarno y Berg am Irchel. Solo en el verano de 1921 fijó su residencia permanente en el castillo de Muzot, cerca de Sierre, en Valais. En mayo de 1922 el protector de Rilke, Werner Reinhart (1884-1951), compró el edificio para evitarle a Rilke el pago del alquiler.
Una vez en Suiza, la última de su serie de residencias electivas, Rilke recuperó el pleno dominio de sus dotes creativas. En febrero de 1922, en el espacio de unos pocos días de productividad obsesiva e intensa creatividad, completó las Elegías de Duino que había comenzado años antes e, inesperadamente y casi sin esfuerzo, otro magnífico ciclo de 55 poemas, en un tono y un tema estrechamente relacionados con el ciclo de Duino: su Sonette an Orpheus (Los sonetos a Orfeo). Juntas, estas dos obras se han considerado a menudo como los puntos culminantes de la obra de Rilke.
A partir de 1923 Rilke tuvo que afrontar un serio problema de salud que necesitó una prolongada estancia en el sanatorio de Schöneck y luego en el de Territet, cerca de Montreux sobre el lago Lemán.
Su viaje a París, donde residió entre enero y agosto de 1925, fue también un intento de escapar a la enfermedad, considerando que un cambio de residencia y de hábitos podría serle beneficioso. Rilke había mantenido un estrecho contacto con la vida literaria de París, y fue recibido con gran esplendor por viejos amigos como André Gide y Paul Valéry, así como por nuevos admiradores; por primera y única vez en su vida se encontró en el centro de una temporada literaria en una metrópoli europea. Sin embargo, la tensión de esta visita resultó demasiado para su frágil salud, y el 18 de agosto, sin previo aviso, salió de París. 
A pesar de su enfermedad, una rara forma de leucemia incurable que no fue diagnosticada sino hasta unas semanas antes de su muerte, escribió numerosos poemas entre los años 1923 y 1926, entre los que destacan «Gong» y «Mausoleo», además de una extensa obra lírica en francés. Durante estos años tuvo una relación con la artista Baladine Klossowska, quien fuera madre del famoso filósofo y novelista francés Pierre Klossowski y del influyente pintor Balthus (Balthasar Klossowski).
Solo tras su muerte se supo que la enfermedad de Rilke era la leucemia. El poeta murió el 29 de diciembre de 1926 en el sanatorio suizo de Val-Mont, y fue sepultado el 2 de enero de 1927 en el cementerio de Raron (localidad del Valais). Él mismo escogió su epitafio:

Rose, oh reiner Widerspruch, Lust,
Niemandes Schlaf zu sein unter soviel
Lidern.
Rosa, oh contradicción pura, deleite
de ser sueño de nadie bajo tantos
párpados.

## Selección de obras

### Obras completas
- Rainer Maria Rilke, Sämtliche Werke in 12 Bänden (Complete Works in 12 Volumes), publicado por Rilke Archive in association with Ruth Sieber-Rilke, supplied by Ernst Zinn. Frankfurt am Main (1976)
- Rainer Maria Rilke, Werke (Works). Edition in four volumes with commentary and supplementary volume, published by Manfred Engel, Ulrich Fülleborn, Dorothea Lauterbach, Horst Nalewski and August Stahl. Frankfurt am Main and Leipzig (1996 and 2003)

### Volúmenes de poesía

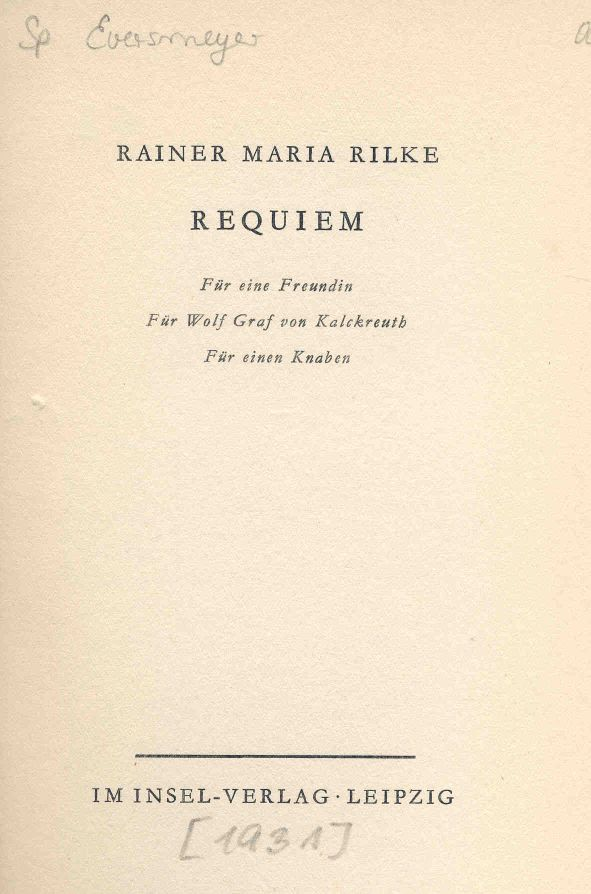
Réquiem de Rilke.

- Leben und Lieder (Vida y canciones) (1894)
- Larenopfer (Ofrenda a los lares) (1895)
- Traumgekrönt (Coronado de sueños) (1897)
- Advent (Adviento) (1898)
- Mir zur Feier (1909)
- Das Stunden-Buch (El libro de horas)
  - Das Buch vom mönchischen Leben (El libro de la vida monástica) (1899)
  - Das Buch von der Pilgerschaft (El libro del peregrinaje) (1901)
  - Das Buch von der Armut und vom Tode (El libro de la pobreza y la muerte) (1903)
- Das Buch der Bilder (El libro de las imágenes) (cuatro partes, 1902-1906)
- Neue Gedichte (Nuevos poemas) (1907)
- Duineser Elegien (Elegías de Duino) (1923)
- Sonette an Orpheus (Sonetos a Orfeo) (1923)

### Prosa
- Geschichten vom lieben Gott (Historias del Buen Dios) (Colección de narraciones, 1900)
- Auguste Rodin (1903)
- Die Weise von Liebe und Tod des Cornets Christoph Rilke (La canción de amor y muerte del alférez Cristóbal Rilke) (Narración lírica, 1906)
- Die Aufzeichnungen des Malte Laurids Brigge (Los cuadernos de Malte Laurids Brigge) (Novela, 1910)

### Cartas

#### Cartas completas
- Gesammelte Briefe in sechs Bänden (Collected Letters in Six Volumes), published by Ruth Sieber-Rilke and Carl Sieber. Leipzig (1936-1939)
- Briefe (Cartas), publicadas por el Rilke Archive de Weimar. Dos volúmenes, Wiesbaden (1950, reimpreso en 1987 en un solo volumen).
- Briefe in Zwei Bänden (Cartas en dos tomos) (Horst Nalewski, Frankfurt y Leipzig, 1991)

#### Otros volúmenes de cartas
- Briefe an Auguste Rodin (Insel Verlag, 1928)
- Briefwechsel mit Marie von Thurn und Taxis, two volumes, edited by Ernst Zinn with a forward by Rudolf Kassner (Editions Max Niehans, 1954)
- Briefwechsel mit Thankmar von Münchhausen 1913 bis 1925 (Suhrkamp Insel Verlag, 2004)
- Briefwechsel mit Rolf von Ungern-Sternberg und weitere Dokumente zur Übertragung der Stances von Jean Moréas (Suhrkamp Insel Verlag, 2002)

### Libros sobre Rilke

#### Biografías
- Ralph Freedman, Life of a Poet: Rainer Maria Rilke, New York 1996.
- Donald Prater, A Ringing Glass: The Life of Rainer Maria Rilke, Oxford University Press, 1994.
- Paul Torgersen, Dear Friend: Rainer Maria Rilke and Paula Modersohn-Becker, Northwestern University Press, 1998.

#### Estudios
- A Companion to the Works of Rainer Maria Rilke, ed. Erika A and Michael M. Metzger, Rochester 2001.
- Rilke Handbuch: Leben - Werk - Wirkung, ed. Manfred Engel and Dorothea Lauterbach, Stuttgart and Weimar 2004.
- Goldsmith, Ulrich, ed. (1980). Rainer Maria Rilke, a verse concordance to his complete lyrical poetry. Leeds: W.S. Maney.
- Mood, John J. L. Rilke on Love and Other Difficulties. New York: W. W. Norton 1975, reissue 2004. ISBN 0-393-31098-1.
- Mood, John. Rilke on Death and Other Oddities. Philadelphia: Xlibris, 2006. ISBN 1-4257-2818-9.
- Pechota Vuilleumier, Cornelia. Heim und Unheimlichkeit bei Rainer Maria Rilke und Lou Andreas-Salomé. Literarische Wechselwirkungen. Olms, Hildesheim 2010. ISBN 978-3-487-14252-4
- Schwarz, Egon. Poetry and politics in the works of Rainer Maria Rilke. Frederick Ungar, 1981. ISBN 978-0-8044-2811-8.

### Obra propia
- El libro de horas. Traducción de Fernando J. Palacios León. Zaragoza: Pregunta Ediciones. 2020. ISBN 978-84-17532-30-7
- El libro de las horas. Traducción de Renato Sandoval B. Lima: Amotape Libros, 2019. ISBN 978-612-4447-02-0
- Elegías de Duino. Versión de Uwe Frisch, prólogo de José María Espinasa. Monterrey: Universidad Autónoma de Nuevo León. 2019. ISBN 978-607-27-1195-2
- Los apuntes de Malte Laurids Brigge. Traducción, prólogo y notas de Juan de Sola. Barcelona: Alba, 2016.
- Cartas a un joven poeta. Traducción Santiago Martín Arnedo, edición bilingüe. Madrid: Ediciones Rilke. 2015. ISBN 978-84-941979-5-6.
- En Ronda. Cartas y poemas. Introducción y notas de Anthony Stephens. Valencia: Pre-Textos. 2012. ISBN 978-84-15576-28-0.
- Elegías de Duino. Edición bilingüe. Traducción y prólogo de Renato Sandoval B. Lima: Biblioteca Abraham Valdelomar - Lustra Editores. (Serie Río Babel; 4). 2012. ISBN 978-612-46070-7-3.
- Rusia en verso y prosa. Edición, introducción, traducción del ruso y el alemán y notas Antonio Pau. Colección La Veleta. Granada: Editorial Comares. 2009. ISBN 978-84-9836-525-2.
- Poemas en prosa. Dedicatorias. Traducción, introducción y notas Antonio Pau. Colección Linteo Poesía. Madrid: Editorial Linteo. 2009. ISBN 978-84-96067-43-1.
- Sonetos a Grete Gulbransson. Edición, introducción y traducción Antonio Pau. Colección Visor de Poesía. Madrid: Editorial Visor. 2009. ISBN 978-84-9895-711-2.
- Cuarenta y nueve poemas. Introducción, selección y traducción del alemán Antonio Pau. Colección La dicha de enmudecer. Madrid: Editorial Trotta. 2008. ISBN 978-84-8164-994-9.
- Poemas a la noche y otra poesía póstuma y dispersa. Edición de Juan Andrés García Román. Edición bilingüe castellano-alemán. Colección poesía, 116. Barcelona: DVD Ediciones. 2008. ISBN 978-84-96238-76-3.
- Historias del buen dios. Barcelona: El Viejo Topo. 2008. ISBN 978-84-95776-00-6.
- Bailarina española. Madrid: Ediciones Vitruvio. 2008. ISBN 978-84-96830-38-7.
- Antología poética. Madrid: Espasa-Calpe. 2007. ISBN 978-84-670-2682-5.
- Poesía. Castellón: Ellago Ediciones. 2007. ISBN 978-84-96720-20-6.
- Primavera sagrada y otros cuentos de bohemia. Madrid: Editorial Funambulista. 2006. ISBN 84-96601-04-8.
- Serpientes de plata y otros cuentos. Madrid: Ediciones Siruela. 2006. ISBN 978-84-7844-958-3.
- El libro de horas. (2ª edición). Madrid: Ediciones Hiperión. 2005. ISBN 978-84-7517-822-6.
- Los cuadernos de Malte Laurids Brigge. Barcelona: Editorial Losada. 2004. ISBN 950-03-9289-5.
- Cartas a Rodín. Madrid: Editorial Síntesis. 2004. ISBN 84-9756-254-2.
- Cartas a un joven poeta. (2ª edición). Madrid: Ediciones Hiperión. 2004/2005. ISBN 978-84-7517-815-8.
- Cartas a un joven poeta: selección de poemas. Buenos Aires: Editorial Losada. 2004. ISBN 950-03-0599-2.
- Sonetos a Orfeo. Madrid: Visor libros. 2004. ISBN 978-84-7522-522-7.
- Rilke, Rainer Maria & Salomé, Lou Andreas (2004). Correspondencia. (5ª edición). Palma de Mallorca: José J. de Olañeta Editor. ISBN 84-9716-361-3.
- Los sonetos a Orfeo. Madrid: Ediciones Hiperión. 2003. ISBN 978-84-7517-767-0.
- Las elegías del Duino, los Requiem y otros poemas. Madrid: Visor libros. 2002. ISBN 978-84-7522-447-3.
- Sonetos a Orfeo. Santiago de Chile: Editorial Universitaria. 2002. ISBN 956-11-1616-2.
- El consejero Horn. ¿Por que alborotan los paganos? Dos relatos inéditos. Barcelona: Editorial Herder. 2001. ISBN 84-254-2219-1.
- Historias del buen Dios. Barcelona: Literatura y ciencia. 2001. ISBN 84-95580-12-8.
- El libro de las imágenes. (2ª edición). Madrid: Ediciones Hiperión. 2001/2005. ISBN 978-84-7517-689-5.
- Poesía amorosa. (3ª edición). Madrid: Ediciones Hiperión. 2000/2006. ISBN 978-84-7517-794-6.
- Elegías de Duino. (3ª edición). Madrid: Ediciones Hiperión. 1999/2007. ISBN 978-84-7517-632-1.
- Los cuadernos de Malte Laurids Brigge. Barcelona: Editorial Océano. 1999. ISBN 84-494-1447-4.
- A lo largo de la vida. (2ª edición). Barcelona: Alba editorial. 1997. ISBN 978-84-88730-15-2.
- El amor de Magdalena: Sermón anónimo francés del siglo XVII, descubierto por Rilke en 1911. Barcelona: Editorial Herder. 1996. ISBN 84-254-1994-8.
- Nuevos poemas II. (2ª edición). Madrid: Ediciones Hiperión. 1994/1999. ISBN 978-84-7517-410-5.
- Cartas a una amiga veneciana. Madrid: Ediciones Hiperión. 1993. ISBN 84-7517-350-0.
- Cartas a mi madre por Navidad. Madrid: Ediciones Encuentro. 2018. ISBN 978-84-9055-950-5.
- Nuevos poemas I. (1ª reimpresión). Madrid: Ediciones Hiperión. 1991/1998. ISBN 978-84-7517-324-5.
- La canción de amor y muerte del alférez Christoph Rilke. (3ª edición). Madrid: Ediciones Hiperión. 1988/1997. ISBN 978-84-7517-517-1.

### Sobre Rilke
- Barjau, Eustaquio (1981). Rilke. Barcelona: Barcanova.
- Bermúdez-Cañete, Federico (2007). Rilke, vida y obra. Madrid: Ediciones Hiperión. ISBN 978-84-7517-908-7.
- — (1984). Rilke. Gijón: Ediciones Júcar.
- Pascual Piqué, Antoni (2006). Tres poetes, tres mestres: Rainer Maria Rilke, Antonio Machado, Màrius Torres. Barcelona: Abadía Editors. ISBN 978-84-96292-56-7.
- Pau, Antonio (2012). Vida de Rainer María Rilke. La belleza y el espanto. Tercera edición. Madrid: Editorial Trotta. ISBN 978-84-8164-914-7.
- — (1997). Rilke en Toledo. Madrid: Editorial Trotta. ISBN 978-84-8164-177-6.
- — (2011). Rilke apátrida. Madrid: Editorial Trotta. ISBN 978-84-9879-198-3.
- Thurn und Taxis, Marie von (2004). Recuerdos de Rainer Marie Rilke. Barcelona: Paidós Ibérica. ISBN 84-493-1547-6.
- Valero, Alejandro (1998). Contra Rilke y otros poemas (1990-1997). Madrid: Ediciones Hiperión. ISBN 978-84-7517-556-0.
- Wiesenthal, Mauricio (2015). Rainer Maria Rilke (El vidente y lo oculto). Barcelona: Editorial Acantilado. ISBN 978-84-16011-78-0.
- Zweig, Stefan (2004). Correspondencia con Sigmund Freud, Rainer Maria Rilke y Arthur Schnitzler. Barcelona: Paidós Ibérica. ISBN 84-493-1563-8.